# Jasnohirka
Jasnohirka (ukrajinsky Ясногірка, rusky Ясногорка – Jasnogorka) je sídlo městského typu v Doněcké oblasti na Ukrajině. K roku 2014 v ní žilo přes osm tisíc obyvatel.

## Poloha a poloha
Jasnohirka leží na levém, západním břehu Kazeného Torce, pravého přítoku Severního Doňce v povodí Donu. Od Kramatorsku, ke kterému ze správního hlediska náleží, je vzdálena přibližně pět kilometrů severně a je s ním spojena železniční tratí, která pokračuje dále na sever ke Slovjansku. Od Doněcka, správního střediska oblasti, je vzdálena přibližně sto kilometrů severně.

## Dějiny
Sídlem městského typu je Jasnohirka od roku 1938.